# Головачеве
Головачеве — ландшафтний заказник місцевого значення в Україні.

## Розташування
Заказник розташований у водно-болотному масиві долини річки Гніздечна, на північ від залізниці між селами Смиківці, Дичків і смт Великі Бірки Тернопільського району Тернопільської області.

## Пам'ятка
Оголошений об'єктом природно-заповідного фонду рішенням № 74 другої сесії Тернопільської обласної ради шостого скликання від 10 лютого 2016 року. Перебуває у віданні Великобірківської селищної та Великогаївської сільської громад.

## Характеристика
Площа 28,6 га, що складаються із:
- земель загального користування Великогаївської сільської громади площею 8 га за межами населених пунктів, що представлені такими угіддями: сіножаті — 8 га;
- земель запасу Великогаївської сільської громади площею 6,5 га за межами населених пунктів, що представлені такими угіддями: відкриті землі без рослинного покрову або з незначним рослинним покровом (кам'янисті місця) — 4,4 га; сільськогосподарські угіддя: пасовища — 0,3 га; господарські шляхи і прогони — 0,5 га; води під природними водотоками — 1,3 га;
- земель загального користування Великобірківської селищної громади площею 14,1 га за межами населених пунктів, що представлені такими угіддями: сільськогосподарські землі (сіножаті) — 9,5 га; ліси та інші лісовкриті площі — 4,6 га.[1]

Під охороною та збереженням ландшафти долини річки Гніздечна з добре збереженою лучно-болотною рослинністю.